# 落葉なき椎

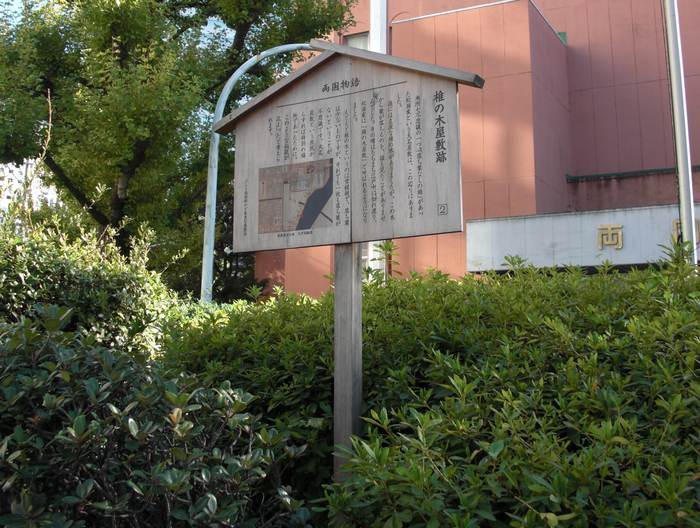
東京都墨田区横網。新田藩松浦家の上屋敷があったとされる場所で、現在では伝承を示した看板が立てられている。

落葉なき椎（おちばなきしい）は、本所（東京都墨田区）を舞台とした本所七不思議と呼ばれる奇談・怪談の1つ。

## 概要
江戸時代の本所に所在した平戸新田藩松浦家の上屋敷には見事な椎の銘木があったが、なぜかこの木は一枚も葉を落としたことがない。松浦家も次第に気味が悪くなり、屋敷を使わなくなってしまった。
因みに、その話のモデルとなったと言われる木がある。